# Sternopriscus wattsi
Sternopriscus wattsi är en skalbaggsart som beskrevs av Pederzani 1999. Sternopriscus wattsi ingår i släktet Sternopriscus och familjen dykare. Inga underarter finns listade i Catalogue of Life.